# Korahe
La zone Korahe est une zone administrative de la région Somali en Éthiopie. Elle compte 312 713 habitants en 2007. Son chef-lieu est la ville de Kebri Dahar.

## Géographie
La zone Korahe est frontalière de la Somalie  et bordée en Éthiopie par les zones Shabelle, Nogob, Jarar et Dollo de la région Somali.
Son chef-lieu Kebri Dahar se trouve près de 380 km au sud-est de la capitale régionale Djidjiga.
Le Fafen, un affluent du Chébéli, est le principal cours d'eau.
La zone est connue pour ses gisements de gaz naturel[réf. souhaitée].
Elle est desservie par l'aéroport de Kebri Dahar au centre de la zone.

## Woredas
La zone se compose initialement de quatre woredas appelés Debeweyin, Kebri Dahar, Shekosh et Shilabo,,.

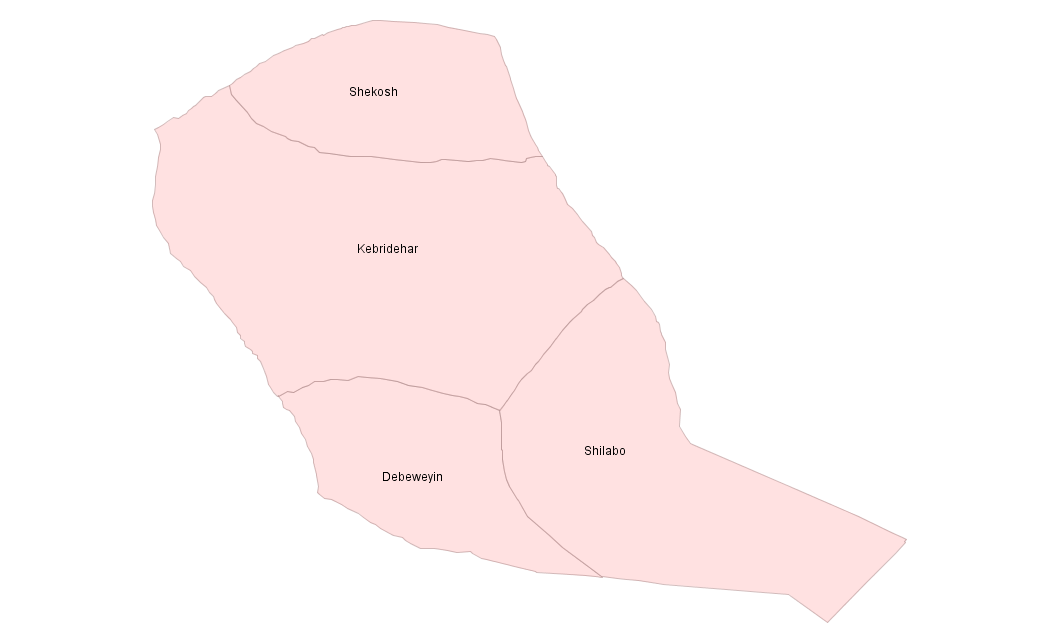
Les quatre woredas d'origine.

Elle se subdivise depuis 2020 en onze woredas ,,, :
- Bodaley, El-Ogaden, Goglo (ou Kudunbur), Lasdhankayre et la ville de Kebri Dahar se détachent du woreda Kebri Dahar.
- Marsin se détache de Shekosh et de Kebri Dahar, il reprend de plus l'ancien nord-ouest du woreda Warder[à vérifier].
- Higloley se détache de Debeweyin.

## Démographie
Le recensement national de 2007 fait état pour la zone Korahe d'une population de 312 713 habitants dont 15 % de citadins.
Plus de 99 % des habitants sont des Somalis et ont le somali pour langue maternelle, près de 99 % sont musulmans.
Après le chef-lieu Kebri Dahar qui a 29 241 habitants en 2007, la principale agglomération est Harad avec 9 359 habitants. Les autres agglomérations ont moins de 5 000 habitants à l’époque.
| Woreda      | Population 2007 | Agglomérations, |
| ----------- | --------------- | --------------- |
| Debeweyin   | 70 102          | Harad           |
| Kebri Dahar | 136 142         | Kebri Dahar     |
| Shekosh     | 48 879          | Shekosh, Birkot |
| Shilabo     | 57 590          | Shilabo         |

En 2022, la population est estimée sur le même périmètre à 457 562 personnes soit une densité de population de moins de 14 personnes par km2 pour 33 749 km2 de superficie.
Dans sa nouvelle composition, la zone a 33 440 km2 de superficie au début des années 2020.